# .my
.my為馬來西亞國家及地區頂級域（ccTLD）的域名。由馬來西亞網路資訊中心負責管理、註冊。此外還擁有爪夷文頂級域名‎，但暫不確定是否啟用。

## 第二層網域
- edu.my：教育與學術單位使用
- gov.my：政府機關使用
- mil.my：國防部使用
- com.my：商業公司使用
- net.my：與網路有關的組織使用
- org.my：非營利組織使用
- name.my：個人使用
- sch.my：馬來西亞的學校使用

## 第三層網域及限制
申請者能夠自由的決定他們的網域名稱（羅馬化），包括英文，馬來文，拼音及已被羅馬化的坦米爾文。不過，馬來西亞網路資訊中心已經限制使用特定名稱，如：
- 國家或州屬的名稱，如：「馬來西亞」、「马六甲」及「柔佛」只能被有關的政府部門申請。
- 將會對馬來西亞的宗教帶來敏感的詞彙，如：「伊斯蘭教」、「佛教」、「印度教」或「基督教」。
- 對馬來西亞公民帶來「淫穢、誹謗、猥褻、冒犯或違反公共規範」的詞彙。
- 除非得到財政部的允許，「銀行」或「金融」（及有關的詞彙）才能被使用。

## 外部連結
- IANA .my whois information（页面存档备份，存于）
- myNIC - Malaysia's .my domain registry/registrar（页面存档备份，存于）